# Lunge (bredere betydning)
 For alternative betydninger, se Lunge (flertydig). (Se også artikler, som begynder med Lunge)
Lungerne (latin pulmones) er den livsnødvendige vejrtrækning (åndedrættet, respirationen) foregår i mange luftåndende dyr, inklusiv de fleste tetrapoder, nogle få fisk og nogle få snegle. I pattedyr og de mere komplekse livsformer, er de to lunger lokaliseret nær rygraden på hver side af hjertet. Lungernes primære funktion er at transportere ilt fra Jordens atmosfære ind i blodstrømmen, og frigive carbondioxid fra blodstrømmen ud i atmosfæren. Denne gasudveksling lader sig gøre i en mosaik af specialiserede celler som danner millioner af små exceptionelt tyndvæggede luftsække kaldet alveoli.

## Fugle
Fugles lunger er relativt små, men er forbundet til 8 eller 9 luftsække, som findes igennem det meste af kroppen, og bliver efter tur forbundet til luftrum i knoglerne. Ved inhalation, strømmer luften gennem fuglens luftrør og i luftsækkene. Luft strømmer kontinuert fra luftsækkene bagerst, gennem lungerne, som har en stort set konstant rumfang, til luftsækkene forrest. Fra her, ekshaleres luften. Disse lunger med stort set konstant rumfang kaldes "kredsløbslunger", i kontrast til "lunger af bælgtypen", som findes i de fleste andre dyr.
Fuglelunger indeholder millioner af små parallelle passager kaldet parabronchi.

## Dinosaur
Forskere har fremvist bevis og argumenter for luftsække i sauropoder, "prosauropoder", coelurosaurer, ceratosaurer, og theropoderne Aerosteon og Coelophysis.
I "avancerede" sauropoder ("neosauropoder") har de bagerste og hofternes vertebraer tegn på luftsække.
Bevis på luftsække er også fundet i theropoder. Forskning indikerer at coelurosaur fossiler, ceratosaurs,
og theropoderne Coelophysis og Aerosteon udviser bevis på luftsække. Coelophysis, fra den sene kridttid, er en af de tidligste dinosaurer vis fossiler viser bevis på kanaler til luftsække. Aerosteon, en sen kridttid allosaur, havde de mest fugle-lignende luftsække fundet indtil videre.

## Krokodiller, varaner og flyveøgler
Både krokodiller og varaner har udviklet fuglelignende lunger, hvilket giver en envejs luftstrøm og endda luftsække.
De nu uddøde flyveøgler havde tilsyneladende yderligere udviklet denne lungetype, forlænget luftsækkene ud i vingemembranerne - og i tilfældene med lonchodectidae, tupuxuara og azhdarchoidea, i bagbenene.